# Jordan Henriquez
Jordan Henriquez-Roberts (Baldwin, Nueva York, 29 de agosto de 1989) es un exbaloncestista estadounidense con pasaporte panameño. Con 2,11 metros de estatura, jugaba en la posición de ala-pívot o pívot nato.

## Trayectoria deportiva

### Universidad
Jugó cuatro temporadas con los Wildcats de la Universidad Estatal de Kansas, en las que promedió 4,7 puntos, 4,5 rebotes y 1,7 tapones por partido. En 2012 fue incluido en el mejor quinteto defensivo de la Big 12 Conference.

### Profesional
Tras no ser elegido en el Draft de la NBA de 2013, fue invitado por los Houston Rockets a participar en las Ligas de Verano de la NBA, en las que disputó cuatro partidos, promediando 4,2 puntos y 3,7 rebotes. En el mes de agosto firmó contrato con los Rockets para disputar la pretemporada, pero fue finalmente cortado. El 2 de noviembre fue adquirido por los Rio Grande Valley Vipers de la NBA D-League como jugador afiliado de los Rockets. Allí jugó una temporada en la que promedió 3,0 puntos y 2,4 rebotes por partido. Fue incluido en el tercer mejor quinteto de rookies de la NBA D-League.
En septiembre de 2014 firmó con el Joensuun Kataja de la liga de Finlandia, pero poco después dejó el equipo para fichar por el Science City Jena de la ProA, la segunda división del baloncesto alemán, donde acabó la temporada promediando 11,3 puntos y 7,7 rebotes por partido.
La temporada siguiente fichó por los Yokohama B-Corsairs de la Bj league japonesa, donde en 52 partidos promedió 14,6 puntos, 11,7 rebotes, 1,7 asistencias y 2,1 tapones. en septiembre de 2016 se incorporó al Club Estudiantes Concordia de la Liga Nacional de Básquet argentina, pero solo disputó seis partidos, promediando 5,7 puntos y 5,8 rebotes.
En enero de 2017 fichó por el equipo panameño de los Correcaminos de Colón para disputar la Liga de las Américas 2017, donde jugó tres partidos en los que promedió 6,7 puntos y 9,3 rebotes. Al mes siguiente se marchó a jugar a Vietnam, para competor con los Saigon Heat en la Liga de Baloncesto de la ASEAN, teniendo un buen debut, logrando 16 puntos y 14 rebotes.
En noviembre de 2017 se convirtió en parte de la plantilla de los Westchester Knicks de la G League.